# T-72UA主战坦克
T-72UA（烏克蘭語：Т-72УА）主战坦克是乌克兰的T-72主战坦克现代化出口型号。

## 历史
首个型号（名为T-72E1）在哈尔科夫（国营企业哈尔科夫装甲厂）完成现代化改造，但后来的重新装备由基辅装甲厂负责。
2011年5月9日，T-72E1坦克在哈尔科夫举行的纪念1941-1945年伟大卫国战争胜利66周年的阅兵式上亮相。
2011年6月初，乌克兰特殊用品出口公司签署了为埃塞俄比亚武装部队供应200辆坦克的合同（合同价值超1亿美元）。2011年，首批72辆坦克交付给埃塞俄比亚，2012年，又交付了99辆坦克，从1月初到2013年11月，又交付了16辆坦克，2013年底之前交付29辆。此后2014年又交付11辆，2015年交付4辆。
2014年4月初，一辆用于出口的T-72B改装为T-72UA1的成本约20-25万美元（与一辆升级为T-64B坦克至T-64BV1的成本相当）。
2014年12月6日，一批装备被移交给乌克兰武装部队，其中包括T-72UA坦克。
2015年7月初，有消息称，乌克兰国防工业公司的一家企业还有两辆T-72UA，已提供给乌克兰国防部，但并未转交给乌克兰军队。据报道，由于现代化T-72UA的战术和技术特性与乌克兰武装部队对装甲车的要求存在差异，因此这些坦克未被转交。

## 坦克详情
T-72UA是T-72B坦克的现代化型号，配备了不同的发动机和爆炸反应装甲（利刃 (ERA)安装在炮塔上，而“接触-1”爆炸反应装甲则仍保留至车体上）。
除5TDFMA发动机外，坦克发动机舱内还安装了EA-10-2辅助动力装置。现代化改造使得坦克可适应气候炎热的国家（环境温度高于+50 °C）的运行条件。
标准1A40-1瞄准系统已包含1K13-49系列的附加瞄准具，可通过火炮发射乌克兰产的战斗反战车导弹，导弹可通过自动装弹机装载。

## 衍生型
- T-72UA1——埃塞俄比亚武装部队使用的型号（炮塔上安装了一挺12.7mm DShKM机枪，用作高射机枪）。
- T-72UA4——乌方向哈萨克斯坦武装部队推荐的型号（炮塔上安装了一挺12.7mm NSVT机枪作为高射机枪）。

## 使用方
- 衣索比亞
- 乌克兰

## 引文
1. 1 2   (PDF): 11. （原始内容存档 (PDF)于2023-12-05） （俄语）.
2. 1 2 3 4 5  Алёхин, С. А.; Грицюк, Александр Васильевич; Краюшкин, И. А.; Овчаров, Е. Н. . 哈尔科夫理工学院（英语：Kharkiv Polytechnic Institute）: 4–8. 2006  [2024-10-09]. （原始内容存档于2023-11-22） （乌克兰语）.
3. ↑  Олексій Грищенко. . 2011-04-29 （乌克兰语）.
4. ↑  . 2011-05-09  [2024-10-09]. （原始内容存档于2024-12-26） （俄语）.
5. ↑  . 24频道 (乌克兰)（英语：24 Kanal）. 2011-06-09  [2024-10-09]. （原始内容存档于2022-09-16） （乌克兰语）.
6. 1 2  . 2013-11-07  [2024-10-09]. （原始内容存档于2024-12-05） （俄语）.
7. ↑  Ihor Fedyk. . Defense Express, № 2, 2014年4月至6月号: 14-17.   [2024-10-09]. （原始内容存档于2025-01-20） （英语）.
8. ↑  . 乌克兰国防部. 2014-12-06  [2024-10-09]. （原始内容存档于2024-05-20） （乌克兰语）.
9. ↑  Dmitriy Mendeleev. . 镜周刊. 2015-07-10  [2024-10-09]. （原始内容存档于2022-03-22） （乌克兰语）.
10. ↑  . 2013-06-22  [2024-10-09]. （原始内容存档于2016-03-07） （俄语）.
11. ↑  В. В. Вакуленко; В. А. Зарянов; Ю. Г. Горожанин; Р. В. Жменько; В. А. Кузьминский; И. Д. Чучмарь.  (PDF). Механіка та машинобудування, №2, 2009: 168-173.   [2024-10-09]. ISSN 2078-7766. （原始内容存档 (PDF)于2024-11-11） （乌克兰语）.